# Siumut
Siumut, en français : « En avant », est un parti politique social-démocrate du Groenland, territoire autonome du Danemark. Il est membre consultatif de l'Internationale socialiste. Son électorat est plutôt rural. Il est dirigé par Aleqa Hammond depuis juin 2025.

## Histoire
Fondé en 1977, Siumut devient le principal parti du Groenland après la mise en œuvre de l'autonomie en 1979 et dirige le gouvernement local jusqu'en 2009 avec les Premiers ministres Jonathan Motzfeldt, Lars Emil Johansen et Hans Enoksen. En juin 1979, il obtient l'élection au Parlement européen de Finn Lynge, réélu en 1984.
Lors des élections du 15 novembre 2005, Siumut obtient 30,7 % des voix et 10 des 31 sièges du Parlement. Il forme alors le gouvernement en coalition avec le parti Inuit Ataqatigiit jusqu'aux élections de juin 2009 qui voient la victoire de ce dernier. Siumut se retrouve alors dans l'opposition jusqu'en mars 2013, où sa victoire aux élections législatives (14 sièges sur 31) lui permet de revenir au pouvoir avec Aleqa Hammond qui devient la nouvelle Première ministre.
À la suite des élections du 6 avril 2021 où il termine en seconde position, Siumut devient le principal parti d'opposition au gouvernement de Múte Egede. Il revient toutefois au gouvernement comme partenaire de coalition de ce dernier en avril 2022.
En février 2025, le parti se retrouve sans représentation au Folketing (le parlement danois) après que la députée Aki-Matilda Høegh-Dam, élue sous ses couleurs en 2022, ait annoncé son départ du parti.
Lors des élections du 10 mars 2025, le parti obtient le pire score de son histoire en ne remportant que 14,7 % des suffrages et quatre sièges, terminant ainsi à la quatrième place du scrutin.

## Résultats électoraux

### Parlement du Groenland
| Année | Voix   | %     | Sièges  | Gouvernement                                     |
| ----- | ------ | ----- | ------- | ------------------------------------------------ |
| 1979  | 8 505  | 46,12 | 13 / 21 | Motzfeldt I                                      |
| 1983  | 10 371 | 42,27 | 12 / 26 | Motzfeldt II                                     |
| 1984  | 9 949  | 44,11 | 11 / 25 | Motzfeldt III                                    |
| 1987  | 9 987  | 39,84 | 11 / 27 | Motzfeldt IV                                     |
| 1991  | 9 336  | 37,30 | 11 / 27 | Johansen I                                       |
| 1995  | 9 803  | 38,44 | 12 / 31 | Johansen II (1995-1997), Motzfeldt V (1997-1999) |
| 1999  | 9 899  | 35,16 | 11 / 31 | Motzfeldt VI                                     |
| 2002  | 8 151  | 28,80 | 10 / 31 | Enoksen I                                        |
| 2005  | 8 861  | 30,68 | 10 / 31 | Enoksen II                                       |
| 2009  | 7 567  | 26,76 | 9 / 31  | Opposition                                       |
| 2013  | 12 910 | 43,22 | 14 / 31 | Hammond                                          |
| 2014  | 10 102 | 34,61 | 11 / 31 | Kielsen                                          |
| 2018  | 7 959  | 27,44 | 9 / 31  | Kielsen                                          |
| 2021  | 7 971  | 30,10 | 10 / 31 | Opposition (2021-2022), Egede II (2022-2025)     |
| 2025  | 4 210  | 14,88 | 4 / 31  | Nielsen                                          |

### Parlement du Danemark
| Année | Voix            | %               | Sièges          | Rang            |
| ----- | --------------- | --------------- | --------------- | --------------- |
| 1979  | 6 273           | 44,1            | 1 / 2           | 2e              |
| 1981  | 7 126           | 37,7            | 1 / 2           | 2e              |
| 1984  | 9 148           | 42,6            | 1 / 2           | 2e              |
| 1987  | 5 944           | 43,3            | 1 / 2           | 1er             |
| 1988  | 8 415           | 40,1            | 1 / 2           | 1er             |
| 1990  | 8 272           | 42,8            | 1 / 2           | 1er             |
| 1994  | Pas de candidat | Pas de candidat | Pas de candidat | Pas de candidat |
| 1998  | 8 502           | 36,5            | 1 / 2           | 1er             |
| 2001  | 6 033           | 25,9            | 1 / 2           | 2e              |
| 2005  | 7 761           | 34,3            | 1 / 2           | 1er             |
| 2007  | 8 068           | 32,5            | 1 / 2           | 2e              |
| 2011  | 8 499           | 37,1            | 1 / 2           | 2e              |
| 2015  | 7 831           | 39,2            | 1 / 2           | 2e              |
| 2019  | 6 058           | 29,4            | 1 / 2           | 2e              |
| 2022  | 6 058           | 38,6            | 1 / 2           | 1er             |

### Parlement européen
| Année | Voix  | %    | Sièges | Rang | Groupe |
| ----- | ----- | ---- | ------ | ---- | ------ |
| 1979  | 5 118 | 55,3 | 1 / 1  | 1er  | SOC    |
| 1984  | 7 386 | 63,5 | 1 / 1  | 1er  | SOC    |